# اسید تک‌بازی
اسید تک‌بازی یا به انگلیسی monobasic acid، اسیدی است که در یک واکنش اسید و باز، تنها یک یون هیدروژن برای دادن به باز مقابل دارد. بنابراین یک مولکول تک‌بازی تنها یک اتم هیدروژن قابل جایگزینی دارد.
HCl و HNO3 نمونه‌هایی از اسید تک‌بازی‌اند.